# Corrente Marxista Internacional

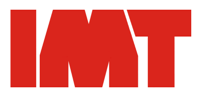

A Corrente Marxista Internacional (CMI) é uma organização internacional trotskista fundada por Ted Grant e seus seguidores após a sua ruptura com o Comitê por uma Internacional Operária no início de 1990.
A CMI é liderada por Alan Woods, Rob Sewell e Fred Weston. Inicialmente era conhecida como Comitê por uma Internacional Marxista,  mas passou a se chamar Tendência Marxista Internacional desde 2006.  A tendência é ativa em mais de 30 países do mundo.